# Bastionul măcelarilor din Târgu Mureș
Bastionul măcelarilor (în maghiară Mészárosok bástyája) face parte din sistemul de fortificație a cetății medievale din Târgu Mureș fiind construită și administrată de breslele orașului liber regesc. Breslele au fost asociațiile profesionale și voluntare de meșteșugari aparținând unei meserii care au apărut în Evul Mediu după modelul localităților din Transilvania și au funcționat în incinta cetății până la ocuparea de armata austriacă.

## Istoric
Trupa de teatru permanent din Cluj, fondată în 1792, a jucat în mod regulat între 1803-1820 pe scena de lemn aflată pe piața dintre bastioanele măcelarilor și dogarilor.  După finalizarea construcției Palatului Apollo în 1822 de către contele Sámuel Teleki, această clădire a devenit lăcașul pieselor de teatru ale trupelor care vizitau orașul. 

## Imagini

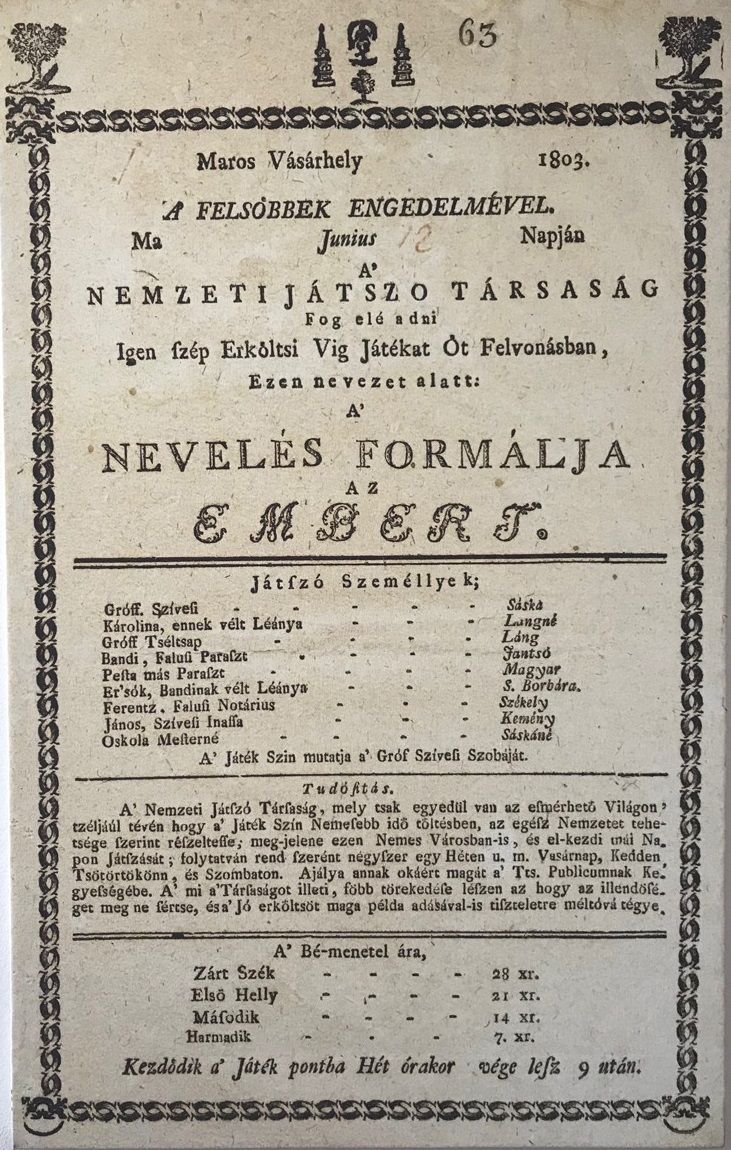
Afișul Trupei Naționale din 1803
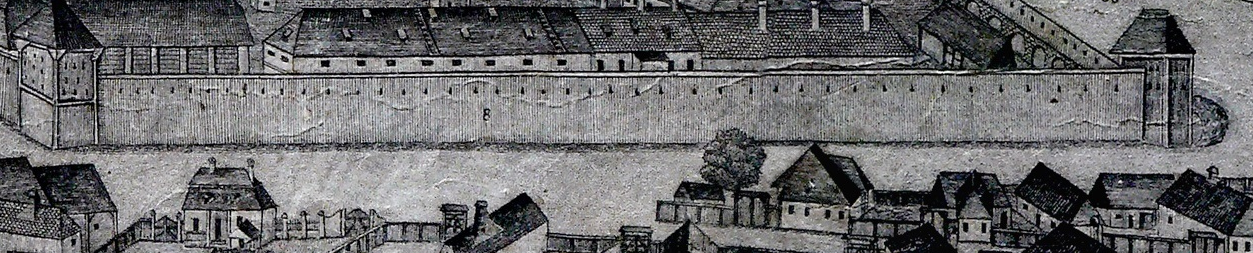
Piața dintre bastioanele dogarilor (stânga) și măcelarilor (dreapta) a fost prima locație unde s-au jucat spectacole de teatru în mod regulat (gravura lui István Mikolai Tóth, 1822)